# Nick Tandy
Nick Tandy (Arras, 5 novembre 1984) è un pilota automobilistico britannico, l'unico pilota a vincere tutte le più grandi corse d'endurance: la 24 Ore di Le Mans nel 2015 con la Porsche 919 Hybrid, la 24 Ore di Daytona 2025 con la Porsche 963, la 24 Ore del Nürburgring e la 24 Ore di Spa con la Porsche 997 GT3 RS rispettivamente con nel 2018 e 2020.

## Carriera

### Inizi in monoposto
Nick Tandy inizia a competere nel 1996, già nel suo primo anno vince la serie di corse su ovali, Ministox Midland. In monoposto vince altri due campionati, la BRDC Single Seater nel 2005 e la Formula Ford Festival nel 2007.

### Porsche Supercup
Nel 2009 partecipa alla Porsche Cup tedesca dove chiude secondo in classifica piloti; lo stesso anno partecipa nelle gare finali della Porsche Supercup. Nel 2010 partecipa a tempo pieno al campionato internazionale della Porsche con la 997 GT3 dove ottiene tre vittorie, chiudendo al secondo posto in classifica dietro a René Rast. L'anno seguente continua nella Supercup ma ottiene una sola vittoria e chiude quinto in classifica piloti, mentre nella serie tedesca ottiene sette podi tra cui tre vittorie e si laurea campione.

### Endurance
Conclusa la sua carriera nella Porsche Supercup continua ad essere legato al team tedesco partecipando per tre anni al Campionato britannico GT dove ottiene tre vittorie di tappa. Nello stesso periodo partecipa per la prima volta alla 24 Ore di Le Mans.
Nel 2013 diventa pilota ufficiale della Porsche. Nel suo primo anno da pilota ufficiale vince la Petit Le Mans e arriva terzo nella 12 Ore di Sebring; inoltre partecipa al European Le Mans Series dove ottiene due vittorie chiudendo terzo in classifica. Nel 2014 entra a far parte del team ufficiale Porsche nel Campionato IMSA, dove con la Porsche 911 RSR vince la 24 Ore di Daytona (classe GTLM). Nella serie IMSA non ottiene altri risultati di rilievo, mentre nel Mondiale endurance ottiene il secondo posto nella 6 Ore di Silverstone.

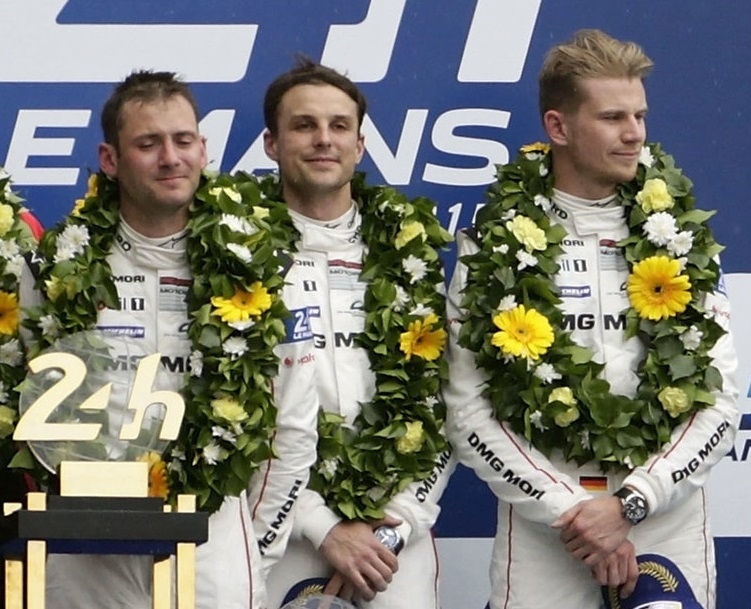
Tandy (primo da sinistra) con Earl Bamber e Nico Hülkenberg sul podio della 24 Ore di Le Mans 2015

Nel 2015 Tandy ha tre programmi ben distinti, nella serie IMSA continua nel GT dove ottiene quattro vittorie tra cui la Petit Le Mans, nel Mondiale endurance corre cinque eventi nella classe LMP2 dove ottiene anche una vittoria, mentre per la 6 Ore di Spa-Francorchamps e la 24 Ore di Le Mans corre nella classe LMP1. Tandy divide la Porsche 919 Hybrid con Earl Bamber e Nico Hülkenberg, l'equipaggio riesce a vincere a Le Mans.
Nel 2016 corre solo nel Campionato IMSA WeatherTech SportsCar, impegnandosi solo nel GT. Ma dalla stagione successiva partecipa all'intero Mondiale endurance dividendo la 919 Hybrid con Neel Jani e André Lotterer. L'equipaggio ottiene sette podi senza ottenere nessuna vittoria e finisce quarto in classifica piloti.
Nel 2018 la Porsche chiude il programma LMP1 e Tandy torna a correre in GT nel Campionato IMSA dove in tre anni ottiene diverse vittorie di classe, tre volte la 12 Ore di Sebring, due volte la Petit Le Mans e la 6 Ore di Watkins Glen. Come miglior risultato finale arriva secondo in classifica dietro ad Earl Bamber e Laurens Vanthoor.
Dalla stagione 2021 lascia la Porsche per passare alla Corvette, nel Campionato IMSA WeatherTech SportsCar ottiene quattro vittorie chiudendo ancora secondo in classifica. L'anno seguente corre la 24 Ore di Daytona e torna a competere nel Mondiale endurance nella classe LMGTE Pro. Ottiene la vittoria nella 6 Ore di Monza, poi decide di lasciare la Corvette a fine stagione.
Nel novembre 2022 partecipa ai test della nuova Porsche 963 sul Circuito di Sebring per poi essere scelto come pilota ufficiale per la stagione 2023. Il britannico porterà in pista la 963 nel Campionato IMSA WeatherTech SportsCar in equipaggio con Mathieu Jaminet e Dane Cameron.
Nel 2025, ottiene la vittoria nella 24 Ore di Daytona con la Porsche 963, diventando il primo pilota nella storia ad aver conquistato una vittoria in tutte e 4 le 24 ore più importanti (Le Mans, Nürburgring, Spa, Daytona).

## Risultati

### 24 Ore di Le Mans

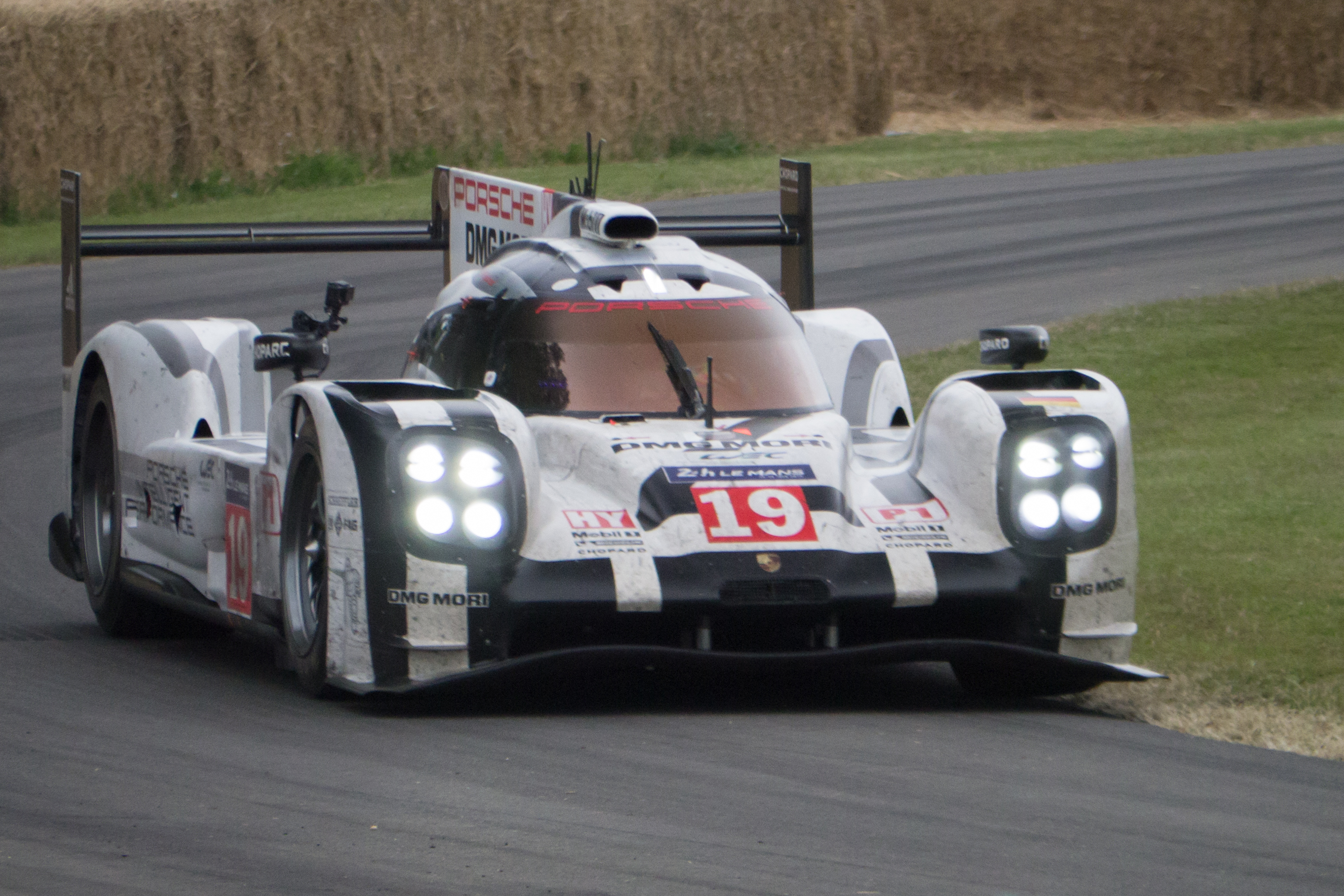
La Porsche 919 Hybrid con cui Tandy ha vinto la 24 Ore di Le Mans 2015

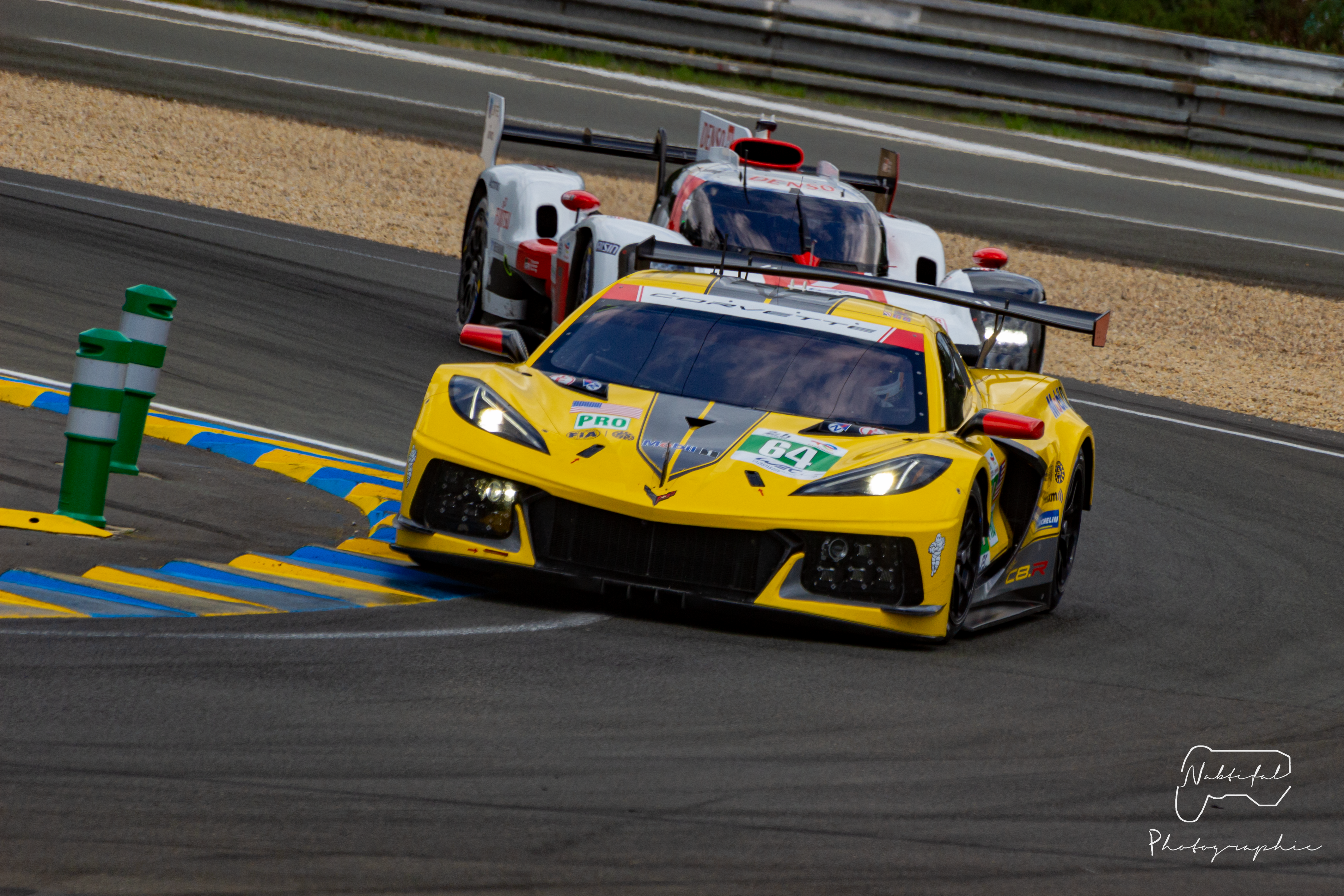
Nick Tandy con la Chevrolet Corvette C8.R durante la 24 Ore di Le Mans 2022

| Anno | Team                       | Co-Piloti                        | Vettura                 | Classe   | Giri | Pos. | Class Pos. |
| ---- | -------------------------- | -------------------------------- | ----------------------- | -------- | ---- | ---- | ---------- |
| 2011 | Team Felbermayr-Proton     | Abdulaziz Al-Faisal Bryce Miller | Porsche 997 GT3-RSR     | GTE Pro  | 169  | DNF  | DNF        |
| 2014 | Porsche Team Manthey       | Patrick Pilet Jörg Bergmeister   | Porsche 911 RSR         | GTE Pro  | 309  | 36°  | 7°         |
| 2015 | Porsche Team               | Nico Hülkenberg Earl Bamber      | Porsche 919 Hybrid      | LMP1     | 395  | 1°   | 1°         |
| 2016 | Porsche Motorsport         | Kévin Estre Patrick Pilet        | Porsche 911 RSR         | GTE Pro  | 135  | DNF  | DNF        |
| 2017 | Porsche LMP Team           | Neel Jani André Lotterer         | Porsche 919 Hybrid      | LMP1     | 318  | DNF  | DNF        |
| 2018 | Porsche GT Team            | Patrick Pilet Earl Bamber        | Porsche 911 RSR         | GTE Pro  | 334  | 27°  | 10°        |
| 2019 | Porsche GT Team            | Patrick Pilet Earl Bamber        | Porsche 911 RSR         | GTE Pro  | 342  | 22°  | 3°         |
| 2020 | G-Drive Racing con Algarve | Oliver Jarvis Ryan Cullen        | Aurus 01-Gibson         | LMP2     | 105  | DNF  | DNF        |
| 2021 | Corvette Racing            | Alexander Sims Tommy Milner      | Chevrolet Corvette C8.R | GTE Pro  | 313  | 44°  | 6°         |
| 2022 | Corvette Racing            | Alexander Sims Tommy Milner      | Chevrolet Corvette C8.R | GTE Pro  | 260  | DNF  | DNF        |
| 2023 | Porsche Penske Motorsport  | Mathieu Jaminet Felipe Nasr      | Porsche 963             | Hypercar | 84   | DNF  | DNF        |
| 2024 | Porsche Penske Motorsport  | Mathieu Jaminet Felipe Nasr      | Porsche 963             | Hypercar | 211  | DNF  | DNF        |
| 2025 | Porsche Penske Motorsport  | Pascal Wehrlein Felipe Nasr      | Porsche 963             | Hypercar | 386  | 8°   | 8°         |

### Campionato del mondo Endurance
| Anno    | Squadra              | Classe    | Vettura                 | SIL | SPA | LMS | COA | FUJ | SHA | BHR | SÃO |     | Punti | Pos. |
| ------- | -------------------- | --------- | ----------------------- | --- | --- | --- | --- | --- | --- | --- | --- | --- | ----- | ---- |
| 2014    | Porsche Team Manthey | LMGTE Pro | Porsche 918 RSR         | 2   |     | 11  | 4   |     |     |     |     |     | 31    | 17°  |
| Anno    | Squadra              | Classe    | Vettura                 | SIL | SPA | LMS | NÜR | COA | FUJ | SHA | BHR |     | Punti | Pos. |
| 2015    | KCMG                 | LMP2      | Oreca 05-Nissan         | 4   |     |     | 1   |     | Rit | 3   | 2   |     | 71    | 6°   |
| 2015    | Porsche Team         | LMP1      | Porsche 919 Hybrid      |     | 6   | 1   |     |     |     |     |     |     | 70,5  | 8°   |
| Anno    | Squadra              | Classe    | Vettura                 | SIL | SPA | LMS | NÜR | MEX | COA | FUJ | SHA | BHR | Punti | Pos. |
| 2017    | Porsche LMP Team     | LMP1      | Porsche 919 Hybrid      | 3   | 4   | Rit | 2   | 2   | 2   | 3   | 3   | 3   | 129   | 4°   |
| Anno    | Squadra              | Classe    | Vettura                 | SEB | SPA | LMS | MON | FUJ | BHR |     |     |     | Punti | Pos. |
| 2022    | Corvette Racing      | LMGTE Pro | Chevrolet Corvette C8.R | 2   | 4   | Rit | 1   | 5   | 2   |     |     |     | 102   | 7°   |
| Legenda |                      |           |                         |     |     |     |     |     |     |     |     |     |       |      |

### Campionato IMSA

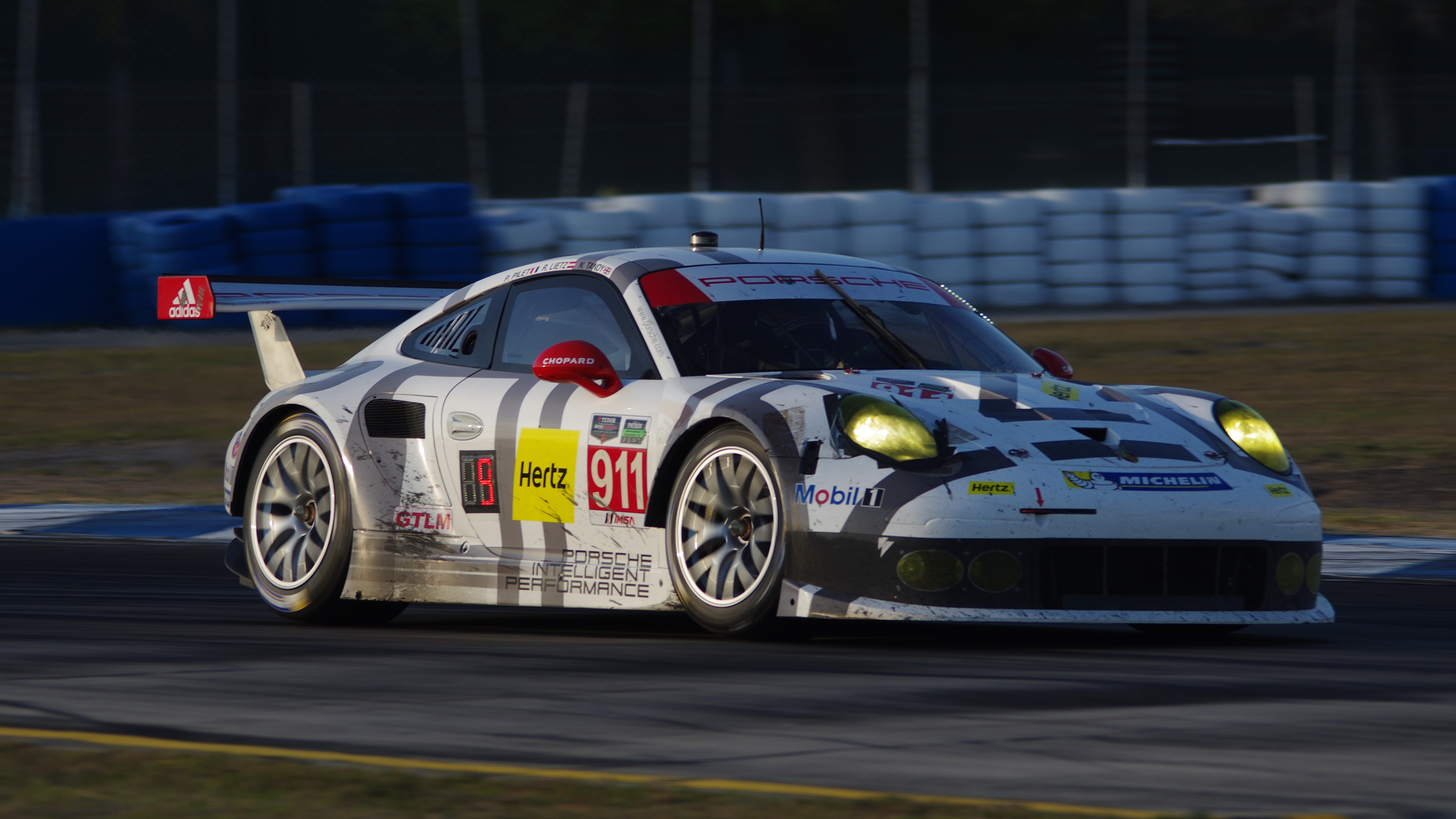
Nick Tandy durante la 12 Ore di Sebring

| Anno    | Team                      | Classe  | Vettura                     | 1      | 2      | 3      | 4     | 5     | 6     | 7      | 8      | 9      | 10     | 11     | Punti | Pos. |
| ------- | ------------------------- | ------- | --------------------------- | ------ | ------ | ------ | ----- | ----- | ----- | ------ | ------ | ------ | ------ | ------ | ----- | ---- |
| 2014    | Porsche North America     | GTLM    | Porsche 911 RSR             | DAY 1  | SEB 9  | LBH 4  | LGA 9 | WGL 5 | MOS 5 | IMS 10 | ELK 10 | VIR 10 | COA 11 | PET 5  | 279   | 11°  |
| 2015    | Porsche North America     | GTLM    | Porsche 911 RSR             | DAY 5  | SEB 5  | LBH    | LGA   | WGL 6 | MOS 1 | ELK 1  | VIR 1  | COA 3  | PET 1  |        | 255   | 9°   |
| 2016    | Porsche North America     | GTLM    | Porsche 911 RSR             | DAY 8  | SEB 10 | LBH 1  | LGA 8 | WGL 9 | MOS 8 | LIM 6  | ELK 7  | VIR 6  | COA 2  | PET 10 | 285   | 8°   |
| 2017    | Porsche GT Team           | GTLM    | Porsche 911 RSR             | DAY    | SEB    | LBH    | COA   | WGL   | MOS   | LIM    | ELK    | VIR    | LGA    | PET 6  | 25    | 25°  |
| 2018    | Porsche GT Team           | GTLM    | Porsche 911 RSR             | DAY 8  | SEB 1  | LBH 6  | MDO 6 | WGL 3 | MOS 4 | LIM 5  | ELK 5  | VIR 8  | LGA 8  | PET 1  | 299   | 7°   |
| 2019    | Porsche GT Team           | GTLM    | Porsche 911 RSR             | DAY 5  | SEB 1  | LBH 5  | MDO 3 | WGL 1 | MOS 3 | LIM 4  | ELK 7  | VIR 1  | LGA 8  | PET 6  | 317   | 2°   |
| 2020    | Porsche GT Team           | GTLM    | Porsche 911 RSR-19          | DAY 3  | DAY 3  | SEB 6  | ELK 4 | VIR 3 | ATL 4 | MDO    | CLT 5  | PET 1  | LGA 3  | SEB 1  | 297   | 5°   |
| 2021    | Corvette Racing           | GTLM    | Chevrolet Corvette C8.R     | DAY 2  | SEB 5  | DET 1† | WGL 4 | WGL 2 | LIM 2 | ELK 3  | LGA 1  | LBH 1  | VIR 1  | PET 4  | 3448  | 2°   |
| 2022    | Corvette Racing           | GTD Pro | Chevrolet Corvette C8.R GTD | DAY 10 | SEB    | LBH    | LGA   | WGL   | MOS   | LIM    | ELK    | VIR    | PET    |        | 234   | 35°  |
| 2023    | Porsche Penske Motorsport | GTP     | Porsche 963                 | DAY 8  | SEB 3  | LBH 1  | LGA 2 | WGL 9 | MOS 5 | ROA 7  | IMS 1  | PET 10 |        |        | 2691  | 4º   |
| 2024    | Porsche Penske Motorsport | GTP     | Porsche 963                 | DAY 4  | SEB 9  | LBH 4  | LGA 1 | DET 2 | WGL 3 | ELK 1  | IMS 10 | ATL 2  |        |        | 2869  | 2°   |
| 2025    | Porsche Penske Motorsport | GTP     | Porsche 963                 | DAY 1  | SEB 1  | LBH    | LGA   | DET   | WGL   | ELK    | IMS    | PET    |        |        | 760*  |      |
| Legenda |                           |         |                             |        |        |        |       |       |       |        |        |        |        |        |       |      |

*Stagione in corso.